# غافين إيفانز
غافين إيفانز (بالإنجليزية: Gavin Evans)‏ هو لاعب اتحاد الرغبي بريطاني، ولد في 18 يوليو 1984 في ويلز في المملكة المتحدة.

## وصلات خارجية
- غافين إيفانز عل موقع إسبنسكروم (الإنجليزية)
- غافين إيفانز على موقع ItsRugby.co.uk (الإنجليزية)